# Pablo Lluch
Pablo Lluch   (Sevilla, 1998) és un músic, compositor, creador de formats audiovisuals i enginyer de programari. Va estudiar violí, piano i composició durant 8 anys al conservatori i ha compost i produït musicals per a Candileja Producciones, amb nominacions als Premis de Teatre Musical d’Espanya. També ha participat en la producció musical i arranjaments de la gira 2023 de Soraya Arnelas, és semifinalista en les Competicions Nacionals del Regne Unit d’A Cappella i és el director musical i pianista de la banda COLET. Com a creador de contingut musical, ha aconseguit més milions de visualitzacions a les xarxes socials musicalitzant mems, fent covers en diferents estils musicals i mostrant processos de producció i composició.
Lluch forma part del professorat de l'Acadèmia d'Operación Triunfo 2023 com a coach vocal.